# Heavy as a Really Heavy Thing
Heavy as a Really Heavy Thing è il primo album della band industrial death metal canadese Strapping Young Lad, pubblicato il 4 aprile 1995 dalla Century Media.
L'album è stato ristampato nel 2006 con l'aggiunta di tracce bonus, il videoclip di S.Y.L. e un booklet rinnovato.

## Antefatti
Gli Strapping Young Lad nacquero come un progetto solista di Devin Townsend, stanco di dover solamente suonare al servizio di altri, in quanto all'epoca suonava con Steve Vai come voce e con i The Wildhearts come turnista alla chitarra.
Ebbe svariati scambi con etichette discografiche come la Roadrunner Records, la Relativity Records e la Century Media Records, ma solo quest'ultimo si interessò veramente al progetto, e con essa Devin Townsend firmò un contratto per cinque album.
Iniziò quindi la registrazione del disco come unico membro effettivo, usando come monicker il nome Strapping Young Lad; in alcuni pezzi collaborò con vari musicisti, tra cui un futuro membro della band, Jed Simon.

## Tracce
1. S.Y.L. (Townsend, White) – 4:47
2. In the Rainy Season (Townsend, White) – 4:37
3. Goat – 3:30
4. Cod Metal King – 5:08
5. Happy Camper (Carpe B.U.M.) (Townsend, White) – 3:00
6. Critic – 4:07
7. The Filler: Sweet City Jesus – 5:24
8. Skin Me – 3:29
9. Drizzlehell – 3:09
10. Satan's Ice Cream Truck – 2:33

Traccia bonus ristampa ed edizione giapponese
1. Japan - 5:18

Traccia bonus ristampa
1. Monday - 5:14

Traccia bonus ristampa ed edizione europea
1. Exciter (Rob Halford, Glenn Tipton) (Judas Priest cover) - 13:40

## Formazione
- Devin Townsend - voce, chitarra, tastiere, programmazione, mixaggio, editing, produzione, arrangiamenti ed art direction

Altri musicisti
- Mike Sudar - chitarra
- Jed Simon - chitarra aggiuntiva in Critic e Skin Me
- Ashley Scribner - basso (Fear Factory, ex-Devin Townsend)
- Adrian White - batteria
- Chris Byes - batteria in Critic e The Filler: Sweet City Jesus
- Smokin' Lord Toot - batteria in Cod Metal King
- Greg Price - assistente al drum programming in Skin Me e Drizzlehell
- Chris Meyers - tastiere aggiuntiva in Goat e Skin Me
- Stooly e E: Val Yum - Bon Jovi gang vocals

Produzione
- Blair Calibaba – engineering
- Rod Michaels – engineering in Critic
- Greg Reely – editing, mixaggio
- Jason Mausa – mixaggio in The Filler: Sweet City Jesus
- Jamie Myers – editing aggiuntivo
- Doctor Skinny – mixing aggiuntivo
- Brian Gardner – mastering
- Tania Rudy e Byron Stroud – fotografia
- Robert Lowden – artwork
- Borivoj Krgin – A&R